# Kiss
Kiss (KISS) — американський рок-гурт, утворений у січні 1973 року в Нью-Йорку Полом Стенлі, Джином Сімонсом, Ейсом Фрейлі, Пітером Крісом та Браяном Стівенсоном. Колектив, насамперед, відомий фірмовим гримом його учасників і видовищними концертними виступами. Концерти гурту включали сцени дихання вогнем, виплювування крові, димлячих гітар, стріляючих ракет в корпусі гітари, рухому ударну установку та піротехніку. Гурт пройшов через декілька змін у своєму складі. Єдиними постійними учасниками залишаються Стенлі і Сімонс. Оригінальний і найвідоміший склад включає Стенлі (вокал, ритм-гітара), Сімонс (бас, вокал), Фрейлі (гітара, вокал), Крісс (ударні, вокал).
Учасники гурту своїм гримом та костюмами виробили унікальних персонажів: The Starchild (Стенлі), The Demon (Сімонс), The Spaceman (Фрейлі), The Catman (Крісс). Через творчі розбіжності Кріс і Фрейлі покинули гурт до 1982 року.
У 1983 році Kiss уперше з'явилися на публіці без гриму. На такий крок гурт підштовхнуло падіння комерційної популярності та бажання мати регулярну ротацію на MTV. Ударник Ерік Карр, який замінив Пітера Крісса в 1980, помер в 1991 від раку серця і його замінив Ерік Сінґер. Зловивши хвилю ностальгії за старими Кіссами, у середині 90-х гурт анонсував об'єднання оригінального складу з поверненням гриму та костюмів. В результататі тур Alive/Worldwide Tour став комерційно надуспішним. Згодом Крісс та Фрейлі знову покинули гурт і їх замінили Сінґер і Томмі Таєр, які зберігали грим оригінальних учасників.
Kiss — один з найуспішніших гуртів в історії рок-музики. Вони продали 75 мільйонів записів в усьому світі, включаючи 21 мільйон RIAA-сетрифікованих альбомів. 10 квітня 2014 року KISS ввели до Зал слави рок н роллу.

## Історія

### Ранні роки: 1971–1975

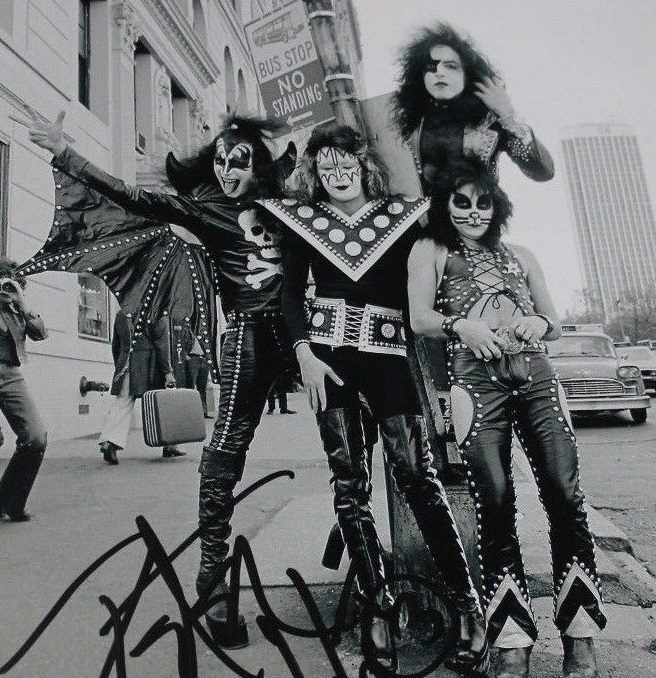
KISS 1974

Історію Kiss веде від Wicked Lester, Нью-Йоркського рок-н-рол та глем-рок-гурту, створеного Джином Сімонсом та Полом Стенлі. Вони записали один альбом на лейблі Epic Records і зіграли декілька десятків концертів. Сімонс і Стенлі, відчуваючи, що хочуть грати іншу музику, покинули Wicked Lester у 1972 і розпочали формування нового гурту.
У кінці 1972, Сімонс і Стенлі побачили у музичному журналі оголошення розміщене Пітером Кріссом, який вже тоді був досвідченим ударником з Нью-Йорка, який раніше виступав з гуртами Lips і Chelsea. Після прослуховування Крісса, було вирішено, що він має грати у новому гурті. Тріо сфокусувалося на жорсткішому рок-звучанню, ніж те, яке грало Wicked Lester раніше. Уже тоді музиканти експериментували з гримом та різноманітними образами. В листопаді 1972 тріо зіграли для директора Epic Records Дона Еліса з надією укласти контракт на запис альбому. Проте Елісу не сподобалася музика і імідж гурту, тому команда отримала відмову.
В січні 1973 до гурту приєднався лід-гітарист Ейс Фрейлі. Він вразив інших учасників з першого прослуховування, хоч і одягнув черевики різних кольорів, один червоний, а інший оранжевий. Через декілька тижнів після приєднання Фрейлі гурт змінив назву на Kiss.
Стенлі запропонував таку назву коли їхав в таксі разом з Сімонсом та Кріссом. Крісс говорив, що грав раніше у гурті Lips, а Стенлі сказав: «Як щодо Kiss?». Фрейлі придумав тепер вже іконічне лого, у якому літери «SS» були стилізовані під блискавки, вперше він намалював таку назву поверх старої назви «Wicked Lester» на афіші майбутнього виступу у клубі (на деяких банерах «Wicked Lester» була блискавка в слові Lester.). Пізніше Стенлі намалював логотип вже акуратніше, але блискавки вийшли нерівні, тому що Пол робив це «на око». Була пропозиція створити емблему з рівними знаками, але усе залишили як було.
Літери-блискавки виявилися дуже схожими на знак нацистського CC, цей символ заборонений кримінальним законодавством Німеччини. З 1979 року більшість альбомів гурту виходять з альтернативним лого, у якому блискавки замінені на дзеркально відображені літери Z (тобто KIZZ). Така емблема також використовується у Австрії, Швейцарії, Польщі, Литві, Угорщині та Ізраїлі.
Назва гурту стала причиною багатьох догадок та контроверсійних теорій. Найпопулярніші з цих чуток обвинувачують гурт у тому, що повна назва це «Knights in Satan's Service» (Лицарі на службі в Сатани), «Kinder SS», «Kids in Satan's Service». Джин Сіммонс у своїх інтерв'ю послідовно відкинув усі заяви щодо назви гурту і сказав, що єдине правильне розуміння назви — поцілунок.
Перший виступ Kiss відбувся 30 січня 1973 року на майданчику Popcorn Club у Квінсі. Перші три концерти 30 січня -1 лютого проходили ще без повноцінного макіяжу; унікальний дизайнерський грим з'явився на концертах 9-10 березня у Амітвіллі, штат Нью-Йорк. На початку 1973 року гурт записав перше демо з 5 пісень з продюсером Едді Крамером. У жовтні Білл Ойкон, колишній тб-продюсер запропонував їм свої послуги менеджера. 1 листопада 1973 року гурт підписав контракт з лейблом Emerald City Records (який пізніше було перейменовано Casablanca Records).
18 лютого вийшов перший альбом, який називався так само як гурт «Kiss», і над яким гурт працював з кінця 1973 року. Того ж дня вони вперше записались для телебачення у програмі «Dick Clark's In Concert» на каналі ABC.
У серпні 1974 року гурт почав запис другого альбому «Hotter than Hell», який видали 22 жовтня 1974 року. Єдиний сингл «Let Me Go, Rock ’n’ Roll» не мав успіху, альбом зупинився на позиції № 100 та швидко втрачав позиції. Kiss позапланово почав запис наступного альбому. «Dressed to Kill», що вийшов 19 березня 1975 року, мав більший успіх, ніж «Hotter Than Hell». У ньому була одна з найпопулярніших у майбутньому пісень гурту «Rock and Roll All Nite».
І хоча альбоми не ставали дуже популярними, гурт ставав відомим також завдяки видовищним виступам. На концертах музиканти показували різні витівки: Джина Сіммонс випльовував з рота кров, злітав за допомогою тросів та дихав вогнем, з гітари Фрейли виринав феєрверк, ударні піднімалися на висоту, Стенлі розбивав гітару ударом о підлогу, було багато концертної піротехніки.

### 1975–1978: зліт популярності
Велика популярність виступів гурту вживу стала причиною різкого злету продажу платівок Kiss, що принесло 1975 року концертному альбому «Alive!» місце у першій американській десятці. Пізніше музиканти стверджували, що додаткові шуми додали до звучання не для того щоб ввести в оману прихильників, а щоби додати більше «реалізму».
Виданий наступного року диск «Destroyer» здобув подібний успіх, здобувши статус «платинового», та приніс гурту перший сингл в американському Тор-10 — це була балада «Beth» у виконанні Пітера Крісса. Альбом відрізнявся від попередників, зокрема, використанням нетипових звучать як то оркестр та хор та ефектів звукозапису.
Видані упродовж 1976—1977 років альбоми «Rock and Roll Over» (11-е місце у США та статус «платинової платівки»), «Love Gun» (4-е місце у США) та концертний «Alive II» (7-е місце у США) підтвердили позицію гурту як лідера на музичному ринку. Усі три альбоми стали платиновими незабаром після виходу у продаж.
1977 року у престижному опитуванні інституту Геллапа Kiss були визнані найпопулярнішим гуртом у США. Добре продавались різні речі «у стилі» Kiss, наприклад, макіяжні набори, маски та механічні більярди. Видавництво «Marvel Comics» навіть видало дві книжки-комікси, у яких представило учасників гурту як супер-героїв, а фірма «NBC-TV» 1978 року запропонувала повнометражний мультфільм у дусі «сайнс-фікшн» «Kiss Meets The Phantom Of The Park».

### 1978: сольні проєкти
Найбільшого піку їх популярність досягла 1978 року, коли у жовтні чотири учасники Kiss видали сольні альбоми, які з'явились на музичному ринку одного і того ж дня, чого в історії не траплялось як до, так і після цього.
Перша частина передбачала одночасний випуск чотирма учасниками гурту своїх сольних альбомів. Кожен альбом був виключно сольним досягненням для всіх учасників колективу, а диски були оформлені у схожій стилістиці. Це був єдиний випадок, коли всі чотири учасники випустили сольні альбоми в один день. Альбоми назвали просто — за іменами учасників «Peter Criss», «Ace Frehley», "Paul «Stanley» та «Gene Simmons».
Для учасників гурту це стало шансом продемонструвати свої музичні смаки і тенденції, стильові вподобання поза Kiss. Платівки Стенлі і Фрейли були ближчими до того хард-року і глем-року, який грали й у Kiss, в той час як альбом Крісса містив елементи R&B і був насичений баладами. Альбом Сіммонса був найеклектичніший, включаючи хард-рок, рок 60-х в кращих традиціях Beatles, балади і кавер-версію «When You Wish upon a Star» (з мультфільму «Піноккіо»). У записі альбому Сіммонса брали участь Джо Перрі, Рик Нільсен, Донна Саммер, Боб Сігер, Шер, Дженіс Ієн. Його альбом досяг 22 місця в американському чарті.
Диски до кінця року розійшовся тиражем більш 1 250 000 копій, а сукупний наклад перевищив 5 мільйонів примірників. Найзатребуванішим радіохітом стала пісня з альбому Ейса Фрейли «New York Groove», яка добралася до другого рядка рейтингу продажів.
Другою частиною задумки Kiss і продюсера стало знімання фільму, в якому персонажі гурту зображатимуться як супергероїв. Знімання фільму призначили на вересень 1978. Хоча фільм і замислювався як щось середнє між «Вечір важкого дня» і «Зоряні війни. Епізод IV. Нова надія», остаточні результати були вкрай далекі від цих зразків. Сценарій багаторазово листувався різними сценаристами, і гурт (а особливо Крісс і Фрейли) втомились від нудних зйомок. Пітер Крісс навіть відмовився брати участь в озвучуванні після зйомок, його довелося озвучувати іншому актору. Фільм «Kiss Meets the Phantom of the Park» вийшов на on NBC 28 жовтня 1978 року.

### 1979–1983: зміни у складі, останні роки у гримі
Після появи 1979 року чергового «платинового» альбому «Dynasty», до якого ввійшов світовий хіт «І Was Made For Loving You», у гурті почались перші персональні зміни. У травні 1980 року Kiss залишив Пітер Крісс, на місце якого запросили сесійного музиканта Ентона Фіга (Anton Fig), що раніше з'явився на сольному альбомі Фрейлі. Проте Фіг лише відіграв свої партії ударних на альбомі «Unmasked» і на його місці під час світового турне, яке проштовхувало цей диск, з'явився Ерік Kapp (Epic Carr), 12.07.1950, Нью-Йорк, США — 17.11.1991, Нью-Йорк, США.
Першим диском, який записали разом з Карром, виявився так званий концепт-альбом «Music From The Elder». Матеріал на цьому альбомі радикально відрізнявся від типу музики, яку традиційно грали Kiss, і пропонував, наприклад, кілька балад, записаних за участю оркестру та хору. Однак, на жаль, ця відважна спроба вийти на новий творчий рівень не знайшла належного відгуку у фанатів Kiss і платівка не здобула навіть статусу «золотої».
Фрейлі, який дедалі більше розчаровувався тим музичним напрямком, у якому застряг гурт, 1982 року вирішив залишити його і утворити власну формацію Frehley's Comet. Його місце зайняв Вінсент Кусано (Vincent Cusano), відомий пізніше як Вінні Вінсент (Vinnie Vincent), який вперше з'явився на альбомі «Killers». Проте, хоч це і був альбом-збірка, до нього ввійшли чотири твори, що раніше не видавались. Також у роботі над цим альбомом брав участь Боб Кулік (Bob Kulick), який і раніше співпрацював з гуртом. Того ж 1982 року з'явився черговий диск «Creatures Of The Night», цього разу з цілком новим матеріалом, але записаним ще за участю Фрейлі. Та популярність гурту почала падати і це вимагало якихось кроків.

### 1983–1995: Kiss без гриму
18 вересня 1983 року під час виступу на «MTV» музиканти змили свій легендарний макіяж, який приховував їхні справжні обличчя майже десять років. Популярність гурту різко піднялись, що доводила чимала популярність альбому «Lick It Up», який після чотирирічної перерви знову приніс гурту «платину».
Перед записом наступної платівки Вінсента змінив Марк Сент-Джон (Mark St.John), справжнє ім'я Марк Нортон (Mark Norton). З його участю зробили успішний диск «Animalize», однак співпраця Сент-Джона з Kiss внаслідок його хвороби виявилась короткою. 1984 року, спочатку тимчасово, а з 1985 року вже постійно це місце зайняв брат Боба Куліка — Брюс Кулік (Bruce Kulick), 12.12.1953. Чергові платівки Kiss — «Asylum» 1985 року та видана двома роками пізніше «Crazy Nights» — здобули чималий комерційний успіх разом з титулом «платинові». До другої також увійшов найбільший британський хіт гурту «Crazy, Crazy Nights», який 1987 року піднявся до четвертого місця. Незабаром після успіху цього синглу хітами також стали «Reason To Live» та «Turn On The Night». 1988 року на музичному ринку з'явився лише компіляційний альбом «Smashes, Thrashes & Hits», але вже наступного року настала черга чергової студійної роботи — альбому «Hot In The Shade», до якого ввійшов найбільший з часів «Beth» хіт гурту — «Forever» (1990 року він піднявся до четвертого місця).
Працю над черговим диском під опікою свого старого продюсера Боба Езріна припинили через хворобу (рак) Еріка Карра, яка остаточно знищила музиканта 24 листопада 1991 року — він помер в один день із Фредді Меркюрі. Ще перед його смертю гурт за допомогою тимчасово заангажованого перкусиста, екс-Alice Cooper та Badlands, Ерика Синґера (Eric Singer) (з часом він став повноправним наступником Карра), записав власну версію старого хіта гурту Argent «God Gave Rock'n'Roll To You», яка ввійшла до саундтреку фільму «Bill & Ted's Bogus Journey». Незважаючи на втрату приятеля, музиканти все ж доробили альбом «Revenge», який присвятили Карру. Диск, потрапивши в десятку найкращих американських дисків, здобув статус «золотого».
1993 року, щоб відзначити двадцятирічний ювілей заснування та продажу за цей час сімдесяти мільйонів платівок, гурт Kiss видав альбом «Alive III», до якого ввійшли записи з їх останнього турне Америкою.
1995 року гурт випустив книгу «Kisstory» на 440 сторінок вагою 4,1 кг — це була детальна хроніка історії гурту на той момент. Того ж року гурт організував унікальний в своєму роді тур Worldwide Kiss Convention Tour — події, що тривали цілий день, де був показ вінтажних костюмів гурту, інструментів та інших речей, виступали кавер-гурти Kiss, продавався усілякий мерч. Kiss також з'являлись на цих конвенціях, влаштовували сесії питань-відповідей, роздавали автографи, та виступали з двогодинним акустичним концертом.

### 1996–2001: возз'єднання
Влітку 1995 року після багатьох чуток про возз'єднання, «Kiss» в оригінальному складі — Джин Сімонс, Пол Стенлі, Ейс Фрейлі та Пітер Крісс — виконали кілька пісень на акустичному концерті гурту в черговому шоу «MTV Unplugged». А 28 лютого 1996 року на 28-й церемонії Греммі відбулася драматична поява возз'єднаних «Kiss» у класичному макіяжі та костюмах ери «Love Gun». Тупак Шакур оголосив виступ гурту так:  
|  | Ви певно знаєте, якою зазвичай виглядає церемонія Греммі, вся ця ділова публіка в костюмах. Всі виглядають стомленими. Ніяких сюрпризів. Ми стомились від цього. Нам потрібно щось інше, дещо нове, нам треба шокувати публіку...тому давайте шокуємо народ! Оригінальний текст (англ.) You know how the Grammys used to be, all straight-looking folks with suits. Everybody looking tired. No surprises. We tired of that. We need something different, something new, we need to shock the people ... so let's shock the people! |

У квітні гурт оголосив про світове турне. Перший концерт символічно відбувся у Детройті перед майже 40-тисячним натовпом фанів. Всього протягом року вони відбулось 192 шоу.
У жовтні 1997 року з'явився черговий альбом гурту під назвою «Carnival Of Souls», який був записаний ще 1995 року за участю Куліка та Синґера.
У вересні 1998 року вийшов новий студійний альбом «Psycho Circus». І хоча це був перший альбом в оригінальному складі з 1970-х років, участь Фрейлі та Кріса у його записі була незначною. Більшість гітарних партій записав майбутній член гурту Томмі Таєр. Майже всі ударні на альбомі (окрім «Into the Void») виконав сесійний музикант Кевін Валентайн. Незважаючи на неоднозначні оцінки такої поведінки, альбом потрапив на третю сходинку чарту «Billboard». Також альбом став платиновий у США. Тур Psycho Circus Tour на підтримку нового альбому стартував в ніч на Хелловін 1998 року у Лос-Анджелесі на арені Dodger Stadium, вперше в історії сценічних музичних шоу була застосована 3D-технологія.
11 серпня 1999 року гурт отримав свою зірку на Голлівудській алеї слави. Наступного місяця група почала співпрацю з федерацією World Championship Wrestling щодо виведення на ринг реслера напризвісько Демон, чиє обличчя було розфарбоване як у Сіммонса. Група виконала пісню «God of Thunder» у прямому ефірі на WCW Monday Nitro, коли персонаж виступав вперше. Тоді гурт отримав 500 000 доларів за виступ з однією піснею.
У 2000 році «Kiss» оголосили про прощальний тур, яке мало початися у березні в Америці, а до початку 2001 року дістатися Японії та Австралії.

### 2001–2008: після воз'єднання
31 січня 2001 року напередодні японського та австралійського етапу прощального туру Крісс знову раптово залишив групу через незгоду щодо суми гонорару. Його місце зайняв попередній барабанщик Kiss, Сінгер, який на час туру взяв образ Кота Крісса, що викликало обурення у деяких фанів. У зв’язку з тим, що група нібито збиралася завершити кар’єру на початку 2001 року, у листопаді того ж року вийшла збірка за всі роки The Box Set, що складалася з 94 треків на п’яти компакт-дисках, а влітку вони випустили чи ненайепатажніший мерч — домовину Kiss Kasket. Представляючи Kiss Kasket, Сіммонс пожартував: «Я люблю жити, але це робить альтернативу до біса гарною».
У лютому 2002 року Kiss (із Сінгером на барабанах та Фрейлі на гітарі) виступили під час церемонії закриття Зимових Олімпійських ігор 2002 року в Солт-Лейк-Сіті, це був останній виступ Фрейлі у складі Kiss.

### 2013–2015: 40-ліття гурту, Зала слави рок-н-ролу
10 квітня 2014 року Kiss офіційно ввели до Зали слави рок-н-ролу. Гурт утримався від виступу на знак протесту проти неприйняття до Зали слави всіх музикантів, що були у складі гурту. Однак Джин Сімонс,Пол Стенлі, Пітер Крісс та Ейс Фрейлі все ж таки привітали своїх шанувальників зі сцени.

### 2016–сьогодні: продовження активності та фінальний тур
Восени 2018 року гурт оголосив про прощальний тур End of the Road. В його рамках 16 червня 2019 року вперше відбувся концерт й в Україні — у Києві на НСК «Олімпійському».

## Дискографія
- 1974 — KISS
- 1974 — Hotter Than Hell
- 1975 — Dressed to Kill
- 1976 — Destroyer
- 1976 — Rock And Roll Over
- 1977 — Love Gun
- 1979 — Dynasty
- 1980 — Unmasked
- 1981 — Music From The Elder
- 1982 — Creatures Of The Night
- 1983 — Lick It Up
- 1984 — Animalize
- 1985 — Asylum
- 1987 — Crazy Nights
- 1989 — Hot In The Shade
- 1992 — Revenge
- 1997 — Carnival Of Souls
- 1998 — Psycho Circus
- 2009 — Sonic Boom
- 2012 — Monster

### Офіційні видання
- Tomarkin, Peggy (1980). Kiss: The Real Story, Authorized. Delacorte Press. ISBN 0-440-04834-6.
- Kisstory (1995). ISBN 9994556444
- Kisstory II: Toys, Games and Girls (2000). ISBN 0964486415
- Gene Simmons, Paul Stanley, Waring Abbott (2002) Kiss: The Early Years. ISBN 0609810286
- Ken Sharp, David Leaf (2003) Behind the Mask: The Official Authorized Biography. ISBN 0446530735
- Kiss Army Worldwide!: The Ultimate Fanzine Phenomenon (2009)
- Kiss Kompendium (2009)
- Monster (2012)
- Nothin' to Lose: The Making of KISS (1972—1975) (2013)